# JTBキャンブックス
JTBキャンブックス（ジェイティービーキャンブックス）とはJTBパブリッシングから出版されている書籍のシリーズ。シリーズ内容は鉄道をはじめとした旅行・趣味に関連する事柄のビジュアル読本。
2005年に出版されたシリーズ内の「JTBキャンブックス　韓国鉄道の旅」の地図に「東海」の表記を指摘され、政府等の見解に照らし合わせ適切でないと判断し2012年絶版とした。